# Tombe des Lions (Mycènes)
La tombe des Lions est un monument funéraire situé sur le site de Mycènes dans le Péloponnèse en Grèce.

## Désignation
La tombe doit son nom à sa proximité avec la porte des Lionnes, autrefois plus souvent appelée porte des Lions.

## Description
La tombe est située à l'extérieur de l'enceinte de la forteresse de Mycènes, en contrebas des remparts. Elle est constituée d'une salle ronde enterrée ou tholos, avec un couloir d'accès, le dromos. 
Le dromos a une longueur de 22 m et une largeur de 4,5 m.
Le tholos, construite en encorbellement et enterrée, a un diamètre de 14 m. La coupole avait une hauteur de 15 m.

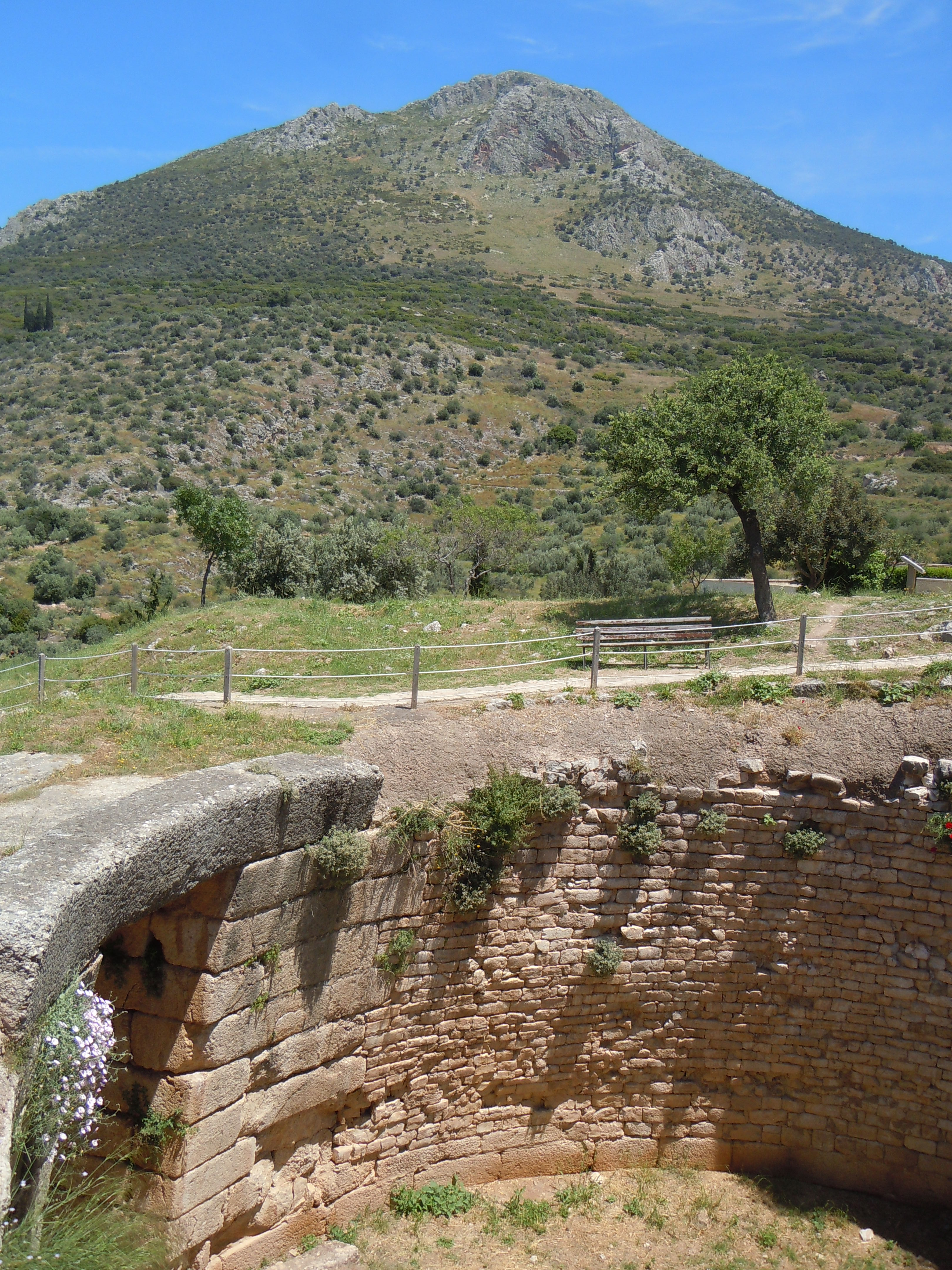
Vue de la tombe devant le mont Agios Ilias
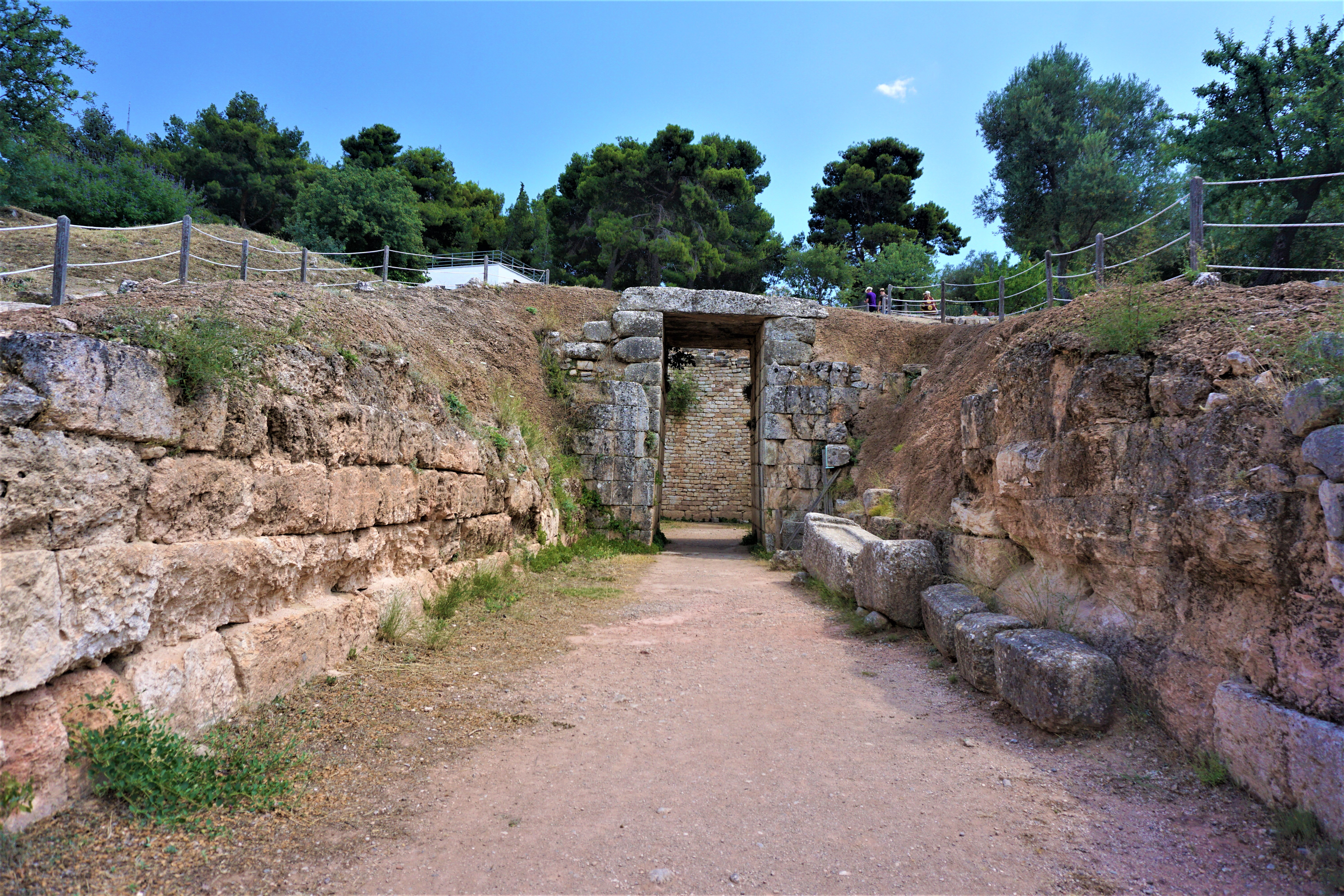
Dromos d'entrée de la tombe.
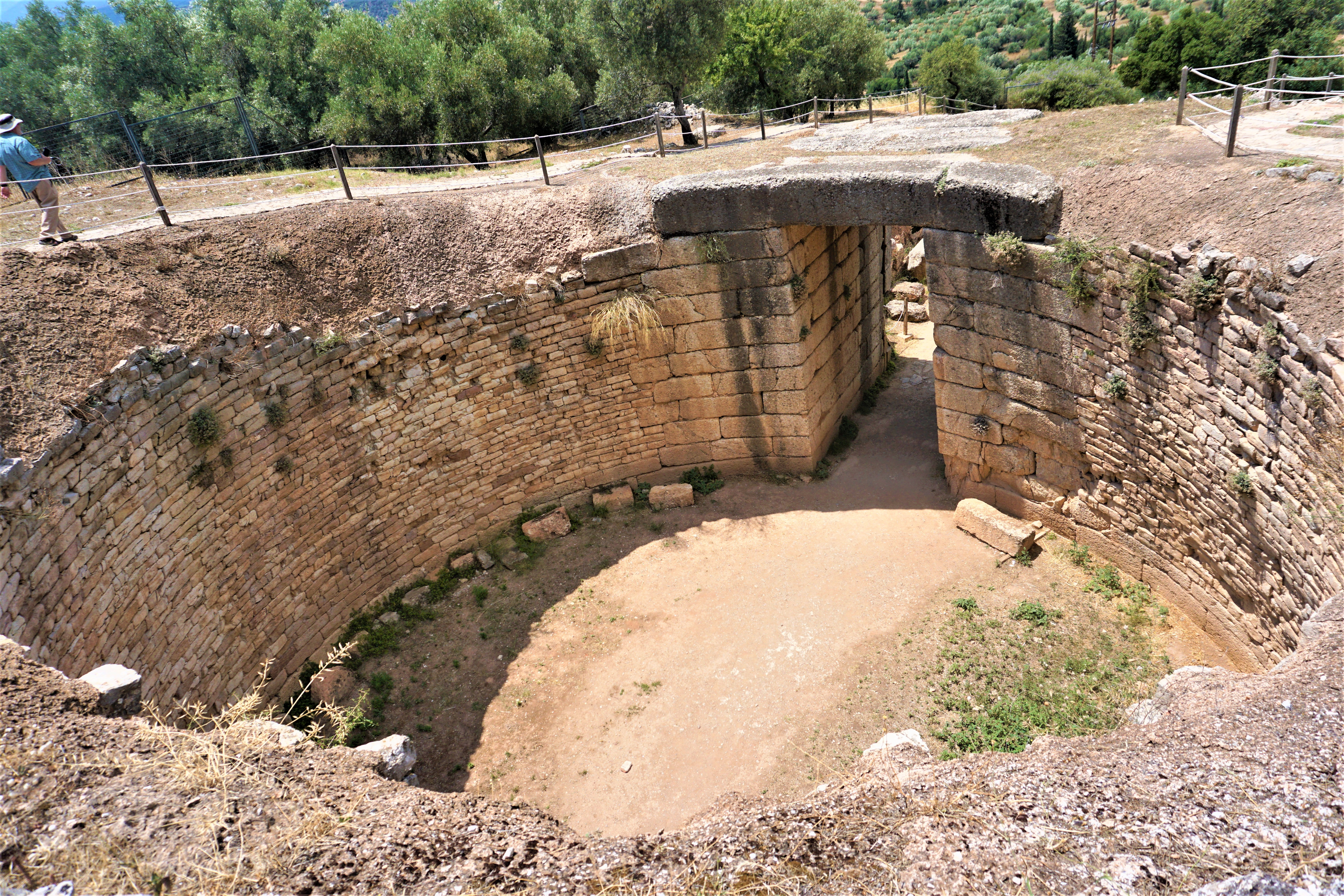
Tholos et coupole effondrée.